# بيت حلبوب (السدة)

تعديل مصدري - تعديل

بيت حلبوب هي إحدى قرى عزلة وادي عصام بمديرية السدة التابعة لمحافظة إب، بلغ تعداد سكانها 2228 نسمة حسب تعداد اليمن لعام 2004.

## نبذة
قرية يمنية جميلة تقع في منطقة متوسطة بين محافظتي إب و ذمار  وهي تتبع إداريا محافظة إب وهي تحاكي هذه المحافظة الخضراء جمالا وبهاء. حينما تتجة عشرة كيلو مترا جنوبي مدينة يريم  سوف تصل هذة القرية التي ستلوح لك من بعيد وهي تلبس السندس الأخضر خصوصا في شهور يوليو وأغسطس وسبتمبر من كل عام. جمالها يكمن في هدوءها ونقاء جوها ولطافة أهلها. تسكن في أذهان من زاروها. وهي كغيرها من القرى اليمنية العتيقة لا تخلو من عبق التاريخ القديم الذي يعكس قدم الأنسان اليمني من خلال اثارها والتي تعود إلى نقطة يسكن فيها التاريخ ويعكس الحضارة اليمنية. هناك من على مرتفعات أحفاد حمير وانحدارا من الاصول الظفارية الحميرية الأصيلة تتجلى تلك الحقبة من التاريخ بما فيها من حصون واثار لتلك الحضارة ولا تزال شاهدة تلك القلعة الحصينة التي يحرسها الأمن من جميع النواحي من خلال تصميمها الهندسي والذي يعكس عظم الأنسان اليمني القديم.
هكذا تبدو بيت (حلبوب) وهو الذي سكنها. وقد كان حلبوب فارسا عظيما استطاع ان يحظى بشرف القرب من الأسرة الحميرية القديمة ونال شرف الاستحقاق من الملك بأن زرج من حفيدة الحمير القديم الوديعة والذي سكن القلعة القديمة وكون كيانا واسعا بعد سقوط الدولة الحميرية.